# Atlético Sport Aviação
L'Atlético Sport Aviação est un club omnisports angolais basé à Luanda.
Le club comprend notamment une équipe de football septuple championne d'Angola, une équipe de basket-ball (en) triple championne d'Angola, et une équipe de handball, vice-championne d'Afrique en 2007.